# Crugiau Edryd
Crugiau Edryd är ett slott i Storbritannien.   Det ligger i kommunen Carmarthenshire och riksdelen Wales, i den södra delen av landet, 280 km väster om huvudstaden London. Crugiau Edryd ligger 405 meter över havet.
Terrängen runt Crugiau Edryd är huvudsakligen kuperad, men norrut är den platt. Crugiau Edryd ligger uppe på en höjd. Runt Crugiau Edryd är det ganska tätbefolkat, med 72 invånare per kvadratkilometer. Närmaste större samhälle är Lampeter, 9,6 km norr om Crugiau Edryd. Trakten runt Crugiau Edryd består i huvudsak av gräsmarker.